# Boletinellus exiguus
Boletinellus exiguus är en svampart som först beskrevs av Singer & Digilio, och fick sitt nu gällande namn av Roy Watling 1997. Boletinellus exiguus ingår i släktet Boletinellus och familjen Boletinellaceae.   Inga underarter finns listade i Catalogue of Life.